# Ким Нам Гил
В това корейско име фамилията Ким стои пред личното име.
Ким Нам Гил (на корейски: 김남길) e южнокорейски актьор, продуцент, режисьор, певец и филантроп.
Той е най-известен с ролите си в блокбъстъра „Пандора“ (2016), криминалния трилър „Мемоарите на един убиец“ (2017), историческия филм „Портрет на красотата“ (2008) и криминално-комедийната драма „Кибритлия в расо“ (2019). Пробивът в кариерата му идва с ролята на Бидам в хитовата историческа драма „Кралица Сондок“ (2009).
Нам Гил е основател и главен изпълнителен директор на организацията с нестопанска цел Gilstory, която се фокусира върху опазването на културното наследство, популяризирането на изкуствата и набирането на средства за помощ със специално предназначение. Известен е със своята гъвкавост като актьор и с това, че често балансира между проекти с комерсиална стойност и роли, които са артистични по природа. През 2020 г. е класиран на 17-то място в класацията на Forbes „Топ 40 на най-влиятелните звезди в Корея“. На 3 февруари 2021 г. Ким Нам Гил стартира Gilstory ENT, компания, предлагаща разнообразие от услуги в развлекателната индустрия. Компанията е основана заедно с Хан Дже Док, директор на филмовата продуцентска компания Sanai Pictures.

## Биография
Ким Нам Гил е роден на 13 март 1980 г. в Сеул, Южна Корея. Има по-малък брат. Завършва гимназия Хан Йонг и продължава обучението си в колеж Мьонг Джи със специалност „Театър и кино“. Хобитата на Нам Гил включват свирене на флейта, степ танци, водни ски и таекуондо.
Задължителната си военна служба започва на 15 юли 2010 г. Получава четири седмици основно обучение в Нонсан и служи две години като работник в обществените услуги. Уволнява се на 12 юли 2012 г.

## Кариера

### 1999 – 2010: Начало и пробив
Ким Нам Гил прави своя дебют в телевизията с второстепенна роля в драмата на KBS от 1998 г. „Училище 1“ (където играе Мин Су). Четири години по-късно печели 31-вото прослушване за таланти на MBC и участва в различни второстепенни роли за тази телевизия. По това време той променя името си на по-екзотично звучащото И Хан, което си измисля, за да избегне объркване с Канг Нам Гил, друг корейски актьор с подобно име, и за да си придаде по-изискан образ.
Дебютира на големия екран през 2004 г. в гангстерския филм „Нискокачествен живот“. През 2006 г. той взема смелото решение да приеме първата си главна роля във филма „Без съжаление“, където играе хомосексуалния герой Сонг Дже Мин. Въпреки че филмът получава висока оценка от филмови критици и филмови фестивали, той не успява да повиши популярността на Ким Нам Гил или да доведе до незабавна слава. Вместо това Ким Нам Гил продължава да играе поддържащи роли в телевизионни драми и комерсиални филми.
Преди излизането на филма от 2008 г. „Общественият враг се завръща“ спира да използва сценичното си име И Хан и се завръща към рожденото си Ким Нам Гил. Той взема това решение по съвет на Канг У Сук (режисьорът на филма). По-късно през 2008 г. Нам Гил получава първата си главна роля в голям комерсиален филм – „Портрет на красотата“. Това е първото му участие в исторически филм, а силното му представяне не остава незабелязано.
През 2009 г. Ким Нам Гил е избран за участие в драмата на MBC „Кралица Сондок“ в ролята на Бидам. Продуцентската компания смята, че точно образът на Бидам е тайното оръжие за осигуряване на успеха на телевизионния сериал и затова се заема да го популяризира из корейските медии и пресагенции. Натискът от този ход поставя Ким Нам Гил под напрежение за предстоящото му изпълнение. Той задълбочено изследва героя си, като наблюдава персонажи от други популярни комикси, за да се подготви за ролята. Усилията му се оказват наистина успешни, тъй като „Кралица Сондок“ става най-гледаният драматичен сериал за 2009 г., редовно получавайки рейтинги над 40%. Сценаристите дори пренаписват сценария, за да отговорят на все по-нарастващата популярностна Бидам сред зрителите – героят му получава повече екранно време и се набляга на романса му с кралицата (въпреки явната историческа неточност). С невероятния успех на „Кралица Сондок“ популярността на Ким Нам Гил също скача до небето. Той често е избиран за най-сексапилния мъж от корейските жени, получава много предложения за участия в реклами и е затрупан със сценарии за различни предстоящи филми и сериали.
През 2010 г. играе главна роля в „Лошо момче“, мрачна мелодрама за отмъщение, амбиция и фатална любов. По средата на снимките Нам Гил получава призовка за изпълнение на задължителната си военна служба. Той се опитва да поиска отсрочка, за да приключи снимките за сериала, но такава не му е предоставена. Затова той снима колкото се може повече от сериала, като за целта сцените му са намалени и дори се ползва негов двойник. Два дни по-късно на 15 юли 2010 г. влиза в армията.

### 2012 – до сега
След уволнението си от армията през 2012 г. Ким Нам Гил продуцира филма „Ансамбъл“, музикален документален филм за класически музиканти, които формират група и излизат на улицата, за да свирят извън обичайните си концертни зали, показвайки младежката си страст да правят достъпна музика. Премиерата е на Международния музикален и филмов фестивал Jecheon. Нам Гил е и една от четирите знаменитости през 2013 г., които режисират късометражен филм с помощта на смартфон Samsung Galaxy S4 на тема „Запознайте се със своя спътник в живота“. Краткият му филм „Здравей, мамо“ изобразява любовта между майка и нейната дъщеря.
Също през 2013 г. Ким Нам Гил участва в телевизионния сериал за отмъщение „Акула“ (известен също като „Не поглеждай назад“), от създателите на „Възкресение“ и „Дяволът“.
През 2014 г. участва в приключенския филм „Пиратите“, който го събира отново с актрисата от „Акула“ Сон Йе Джин.
Следващата му роля е заедно с актрисата Чон До Йон в трилъра от 2015 г. „Безсрамен“, където Ким играе детектив, който се влюбва в приятелката на убиеца, когото разследва. Филмът има световна премиера на филмовия фестивал в Кан през 2015 г. в секцията Un Certain Regard. След това Нам Гил е избран за ролята на влиятелен благородник в историческия филм „Звукът на цветето“.
През 2016 г. участва в блокбъстъра „Пандора“, описващ последствията от експлозия в ядрена централа.
През 2017 г. Нам Гил се снима в екшън трилъра „Мемоарите на един убиец“ и романтичния драматичен филм „Един ден“. Същата година участва в медицинската драма „Достоен за името си“.
През 2019 г. участва в комедийния филм „Странното семейство: зомби разпродажба“. Поема и главната роля в комедийната криминална драма „Кибритлия в расо“, където играе избухлив свещеник. За тази роля Ким Нам Гил получава номинация за най-добър актьор на 55-те награди за изкуства Baeksang, а самият сериал печели в осем категории на наградите SBS Drama Awards 2019, включително Голямата награда (Daesang), която отива при Нам Гил.
През 2020 г. участва във филма на ужасите „Килерът“.
През 2022 г. Ким Нам Гил се завръща на малкия екран с драмата на SBS „През мрака“ като криминален анализатор на поведението на престъпници, както и с уеб сериала „Островът“.

## Други дейности
През 2012 г. Ким Нам Гил публикува книга, озаглавена Way Back to the Road. Книгата включва негови спомени от изминалите две години, както и снимки, направени от самия него.
През юли 2013 г. издава дебютния си сингъл в Япония. Заглавната песен е кавър на "Roman" на Kōji Tamaki. Включени са и две песни на Ким от саундтрака на „Кралица Сондок“.
През 2022 г. издава „CUP vol.1: Как личният вкус ни вдъхновява“, книга с интервюта, събрала историите на 10 творци за „Вдъхновението“, източникът на творчество.

## Филмография

### Филми
| Година | Заглавие                               | Роля                 | Забележка                   |
| ------ | -------------------------------------- | -------------------- | --------------------------- |
| 2004   | Нискокачествен живот                   | полицейски служител  |                             |
| 2006   | Не поглеждай назад                     | Сок У                |                             |
| 2006   | Без съжаление                          | Сонг Дже Мин         |                             |
| 2008   | Общественият враг се завръща           | Пак Мун Су           |                             |
| 2008   | Модерно момче                          | Хидака Шинсуке       |                             |
| 2008   | Портрет на красотата                   | Канг Му              |                             |
| 2009   | Мобилен телефон                        | Чанг Юн Хо           |                             |
| 2010   | Изчезващите влюбени                    | Им Су Ин             |                             |
| 2012   | Ансамбъл                               |                      | Продуцент                   |
| 2013   | Здравей, мамо                          |                      | късометражен филм, режисьор |
| 2014   | Пиратите                               | Чанг Са Чонг         |                             |
| 2014   | Слава за всеки                         | разказвач            | Документален                |
| 2015   | Безсрамен                              | Чонг Че Гон          |                             |
| 2015   | Звукът на цветето                      | Хънсон Деуон Гун     |                             |
| 2016   | Пандора                                | Канг Че Хьок         |                             |
| 2017   | Мемоарите на един убиец                | Мин Те Джу           |                             |
| 2017   | Един ден                               | И Канг Су            |                             |
| 2019   | Странното семейство: зомби разпродажба | Пак Мин Гул          |                             |
| 2020   | Килерът                                | Хо Кьонг Хун         |                             |
| 2020   | Окей, мадам                            | нервен мъж           | специално участие           |
| 2022   | Спешна декларация                      | Хьон Су              |                             |
| 2022   | Лов                                    | Tokyo branch agent 3 | специална поява             |
| 2022   | Човек на разума                        |                      |                             |

### Телевизионни сериали
| Година | Заглавие                                      | Роля                     | Забележка                  |
| ------ | --------------------------------------------- | ------------------------ | -------------------------- |
| 1999   | Училище 1                                     | Мин Су                   |                            |
| 2004   | MBC Best Theater – Kang Jang-soo's Love House |                          |                            |
| 2004   | Нонстоп 4                                     | приятелят на Хьон Бин    |                            |
| 2004   | Сладки зайчета                                | приятелят на Хонг Хи Чан |                            |
| 2005   | Бъди силна, Гъм Сун!                          | Но Сонг Хуан             |                            |
| 2005   | 5-та република                                | Пак Джи Ман              |                            |
| 2005   | Моята прекрасна Сам Сун                       | Ким Бьонг Те             |                            |
| 2006   | Довиждане самота                              | Ю Джи Ан                 |                            |
| 2006   | Любовници                                     | Те Сан                   |                            |
| 2007   | Когато дойде пролетта                         | Ким Джун Ки              |                            |
| 2007   | Няколко въпроса, които ни правят щастливи     | Им Сок Джу               |                            |
| 2009   | Кралица Сондок                                | Бидам                    |                            |
| 2009   | Сълзите на Амазония                           | разказвач                | документален               |
| 2010   | Хаити, сълзите на трагедията                  | разказвач                | документален               |
| 2010   | Личен вкус                                    | мъж в кафене             | специално участие (еп. 11) |
| 2010   | Лошо момче                                    | Шим Гун Ук               |                            |
| 2013   | Акула                                         | Хан И Су                 |                            |
| 2017   | Достоен за името си                           | Хо Им                    |                            |
| 2019   | Кибритлия в расо                              | Ким Хе Ил                |                            |
| 2021   | Единствената жена                             | свещеник                 | специално участие (еп. 1)  |
| 2022   | През мрака                                    | Сонг Ха Йонг             |                            |

### Уеб сериали
| Година | Заглавие             | Роля | Забележка |
| ------ | -------------------- | ---- | --------- |
| 2022   | Остров               | Ван  |           |
| 2023   | Песента на бандитите | И Юн |           |

## Дискография
| Албум | Списък с песни |
| --- | --- |
| Can't I Love You? - Песни от сериала Кралица Сондок – Специален саундтрак - издаден: 8 януари 2010 - Издател: Star J Entertainment, Danal                    | 1. 사랑하면 안 되니 ("Can't I Love You?") 2. 사랑하면 안 되니 (инструментал) |
| You Don't Know - Песни от сериала Кралица на амбицията – саундтрак - издаден: 14 януари 2013 - издател: J & J Entertainment, Aijin Music, LOEN Entertainment | 1. 너는 모른다 ("You Don't Know") 2. 너는 모른다 (инструментал) |
| Roman - Сингъл - издаден: 10 юли 2013 - издадел: Warner Music Japan                                                                                          | 1. Roman 2. 愛してはいけないの (ориг. версия на корейски) ("Can't I Love You?") 3. 지금 당신은 사랑하고 있습니까 (ориг. на корейски) ("Do You Still Love Now") 4. Roman (инструментал） 5. 愛してはいけないの (инструментал) |

## Награди и номинации
| Церемония                                      | Година | Категория                                            | Номинация за                          | Резултат  |
| ---------------------------------------------- | ------ | ---------------------------------------------------- | ------------------------------------- | --------- |
| APAN Star Awards                               | 2022   | Top Excellence Award – най-добър актьор в минисериал | През мрака                            | Номиниран |
| Asian Film Awards Special Awards               | 2014   | Азиатска изгряваща звезда                            | Ким Нам Гил                           | Спечелил  |
| Baeksang Arts Awards                           | 2010   | Най-добър нов актьор – телевизия                     | Кралица Сондок                        | Спечелил  |
| Baeksang Arts Awards                           | 2016   | Най-популярен актьор във филм                        | Пандора                               | Номиниран |
| Baeksang Arts Awards                           | 2019   | Най-добър актьор – телевизия                         | Кибритлия в расо                      | Номиниран |
| Baeksang Arts Awards                           | 2022   | Най-добър актьор – телевизия                         | През мрака                            | Номиниран |
| Blue Dragon Film Awards                        | 2008   | Най-добър нов актьор                                 | Public Enemy Returns                  | Номиниран |
| Blue Dragon Series Awards                      | 2022   | Най-добър главен актьор                              | През мрака                            | Номиниран |
| Brussels International Fantastic Film Festival | 2021   | Silver Raven Award                                   | Килерът                               | Спечелил  |
| Buil Film Awards                               | 2015   | Най-добър актьор                                     | Безсрамен                             | Номиниран |
| Busan International Film Festival              | 2019   | Най-добър актьор                                     | Кибритлия в расо                      | Спечелил  |
| Grand Bell Awards                              | 2009   | Най-добър поддържащ актьор                           | Модерно момче                         | Номиниран |
| Grand Bell Awards                              | 2009   | Най-добър нов актьор                                 | Модерно момче                         | Номиниран |
| Grimae Awards                                  | 2019   | Най-добър актьор                                     | Кибритлия в расо                      | Спечелил  |
| KBS Drama Awards                               | 2013   | Top Excellence Award, актьор                         | Акула                                 | Номиниран |
| KBS Drama Awards                               | 2013   | Excellence Award, актьор                             | Акула                                 | Номиниран |
| Korean Broadcasters Association Awards         | 2019   | Най-добър актьор                                     | Кибритлия в расо                      | Спечелил  |
| Korea Drama Awards                             | 2022   | Grand Prize (Daesang)                                | През мрака                            | Номиниран |
| Korean Culture and Entertainment Awards        | 2009   | Най-добър нов актьор                                 | Модерно момче                         | Спечелил  |
| Korea PD Awards                                | 2020   | Performer Awards (Actor category)                    | Кибритлия в расо                      | Спечелил  |
| MBC Drama Awards                               | 2009   | Excellence Award, актьор                             | Кралица Сондок                        | Спечелил  |
| MBC Drama Awards                               | 2009   | Най-добър нов актьор                                 | Кралица Сондок                        | Номиниран |
| MBC Drama Awards                               | 2009   | Най-добра екранна двойка                             | Ким Нам Гил с И Йо Уон Кралица Сондок | Спечелил  |
| SBS Drama Awards                               | 2010   | Top Excellence Award, актьор                         | Лошо момче                            | Номиниран |
| SBS Drama Awards                               | 2019   | Grand Prize (Daesang)                                | Кибритлия в расо                      | Спечелил  |
| SBS Drama Awards                               | 2019   | Top Excellence Award, актьор                         | Кибритлия в расо                      | Номиниран |
| SBS Drama Awards                               | 2019   | Producer's Award                                     | Кибритлия в расо                      | Номиниран |
| SBS Drama Awards                               | 2022   | Grand Prize (Daesang)                                | През мрака                            | Спечелил  |
| SBS Drama Awards                               | 2022   | Director's Award                                     | През мрака                            | Номиниран |
| SBS Drama Awards                               | 2022   | Top Excellence Award – най-добър актьор в минисериал | През мрака                            | Номиниран |
| SBS Drama Awards                               | 2022   | Best Supporting Team                                 | През мрака                            | Номиниран |
| Seoul International Drama Awards               | 2019   | Изключителен корейски актьор                         | Кибритлия в расо                      | Спечелил  |
| Seoul International Drama Awards               | 2022   | Най-добър актьор                                     | През мрака                            | Номиниран |
| Style Icon Awards                              | 2009   | Нова ТВ икона                                        | Ким Нам Гил                           | Спечелил  |